# Guerra de Independência da Letônia

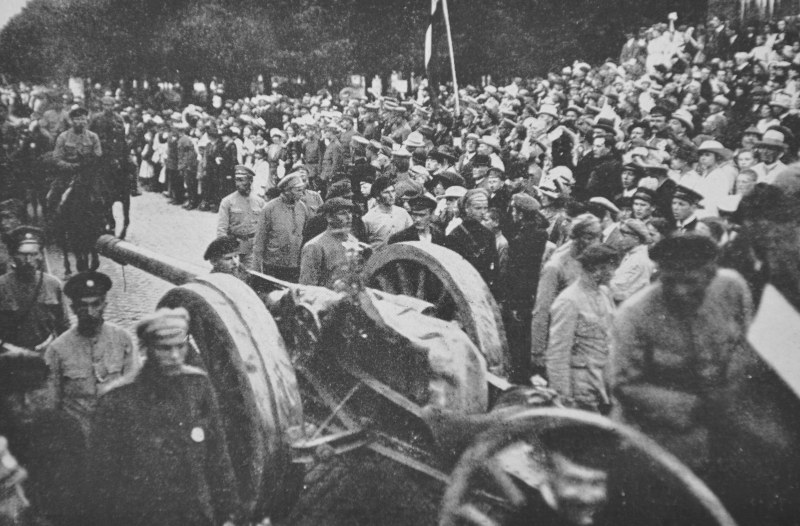
A Brigada do Norte da Letônia entrando em Riga em 1919.

A Guerra da Independência da Letônia (em letão: Latvijas brīvības cīņas, que significa Letônia luta por liberdade) refere-se a uma série de conflitos militares na Letônia, entre 5 de dezembro de 1918, depois de a República da Letônia proclamar sua independência, até a assinatura do Tratado de Riga, entre ela e a União das Repúblicas Socialistas Soviéticas, em 11 de agosto de 1920.
A guerra envolveu a Letônia, cujo governo provisório era apoiado pela Estônia, Polônia e aliados ocidentais, particularmente o Reino Unido, contra a URSS e os bolcheviques da República Socialista Soviética da Letônia, que teve curta duração.